# Fatafehi Fakafanua
Fatafehi Kinikinilau Lolomana‘ia Fakafanua (20 marzo 1985) è un politico tongano.

## Biografia

### Gioventù
Fatafehi Fakafanua è nato nel 1985 da Tutoatasi e dalla principessa Sinaitakala ʻOfeina ʻe he Langi Tukuʻaho (1953). Ha due fratelli, Sinaitakala (con cui condivide il compleanno) e Fakaola. Attraverso sua madre, fa parte della famiglia reale tongana.
Dopo aver frequentato il King's College di Auckland, continuò gli studi in Nuova Zelanda e si formò in Diplomazia e Affari Internazionali al campus di Laucala (Figi) dell'Università del Pacifico del Sud.
Il 24 aprile del 2006 ricevette ufficialmente il titolo di Lord Fakafanua, dopo la morte di suo padre. Ebbe le proprietà di Ma'ufang (Tongatapu), Nga'akau (Vava'u) e Faleloa (Haʻapai). Entrò con una borsa di studio all'O. P. Jindal Global University, dove ha conseguito un master of Arts in Diplomazia, Legge e Business.

### Carriera
Prima di entrare in politica lavorò come manager per una compagnia che gestiva proprietà commerciali e residenziali nelle Tonga. Con le elezioni del 2008 entrò nell'Assemblea legislativa tra i nobili come rappresentante della circoscrizione di Haʻapai e fu il membro più giovane mai eletto nella storia del parlamento. Nel novembre del 2010 venne riconfermato alla carica.
Il 19 luglio 2012 fu eletto presidente dell'Assemblea legislativa dopo l'espulsione di lord Lasike. Durante il suo primo mandato lavorò per inserirla nell'Unione interparlamentare, dove entrò come 164⁰ membro. Dallo stesso anno al 2014 fece lui stesso parte del comitato esecutivo dell'Associazione Parlamentare del Commonwealth, in rappresentanza della regione del Pacifico.
Dal novembre del 2017 è di nuovo rappresentante per Haʻapai e da dicembre è al suo secondo mandato come presidente del parlamento. A marzo 2023 è stato eletto nel consiglio del Forum dei Giovani Parlamentari (YPF) dell'Unione interparlamentare. In parlamento ha anche presieduto la Commissione Permanente sul Business e ha fatto parte delle commissioni Finanze e Conti Pubblici, Legislazione, Privilegi, Affari Esteri, Difesa, Commercio,  Servizi Sociali, Ambiente e Cambiamento Climatico.

### Matrimonio
Il 15 ottobre 2014 ha sposato Krystal Fane Kite, segretaria privata dell'ambasciatore giapponese a Tonga, figlia di Sione Kite (1937-2003).

## Titoli e trattamento
- 20 marzo 1985 - 24 aprile 2006: Onorevole Fatafehi Fakafanua
- 24 aprile 2006 - attuale: Onorevole Lord Fakafanua[14]

## Ascendenza
|                                          |                         |                                      | Genitori                             |  |  | Nonni |  |  | Bisnonni                      |  |  | Trisnonni                |  |
|                                          |                         |                                      |                                      |  |  |       |  |  | Kinikinilau Kisione Fakafanua |  |  | Timote Fangupo Fakafanua |  |
|                                          |                         |                                      |                                      |  |  |       |  |  | Kinikinilau Kisione Fakafanua |  |  | Timote Fangupo Fakafanua |  |
|                                          |                         | Ana Manakovikafoʻou Fusifusi Vahaiʻi |                                      |  |  |       |  |  | Kinikinilau Kisione Fakafanua |  |  |                          |  |
| Kinikinilau Leleaʻafafine Fakafanua      |                         |                                      |                                      |  |  |       |  |  | Kinikinilau Kisione Fakafanua |  |  |                          |  |
|                                          |                         | ʻAlakihihifo Namoa Vahaʻi            | Vahaʻi Vilisoni Fahitaha Namoa       |  |  |       |  |  |                               |  |  |                          |  |
|                                          |                         | ʻAlakihihifo Namoa Vahaʻi            | Vahaʻi Vilisoni Fahitaha Namoa       |  |  |       |  |  |                               |  |  |                          |  |
|                                          |                         | ʻAlakihihifo Namoa Vahaʻi            | Kalisi ʻUatesoni                     |  |  |       |  |  |                               |  |  |                          |  |
| Tutoatasi Fakafanua                      |                         | ʻAlakihihifo Namoa Vahaʻi            |                                      |  |  |       |  |  |                               |  |  |                          |  |
|                                          |                         | Tēvita Manuopangai ʻAhomeʻe          | Salomón Piutau ʻOtukolo ʻAhomeʻe     |  |  |       |  |  |                               |  |  |                          |  |
|                                          |                         | Tēvita Manuopangai ʻAhomeʻe          | Salomón Piutau ʻOtukolo ʻAhomeʻe     |  |  |       |  |  |                               |  |  |                          |  |
|                                          |                         | Tēvita Manuopangai ʻAhomeʻe          | Amelia Moʻungaʻaelangi Maealiuaki    |  |  |       |  |  |                               |  |  |                          |  |
| Kalolaine Taukapa Lataʻifalefehi Ahomeʻe |                         | Tēvita Manuopangai ʻAhomeʻe          |                                      |  |  |       |  |  |                               |  |  |                          |  |
|                                          |                         | Heuʻifanga Veikune                   | Fotu ʻa Falefā Veikune               |  |  |       |  |  |                               |  |  |                          |  |
|                                          |                         | Heuʻifanga Veikune                   | Fotu ʻa Falefā Veikune               |  |  |       |  |  |                               |  |  |                          |  |
|                                          |                         | Heuʻifanga Veikune                   | Vāhoi                                |  |  |       |  |  |                               |  |  |                          |  |
| Fatafehi Fakafanua                       |                         | Heuʻifanga Veikune                   |                                      |  |  |       |  |  |                               |  |  |                          |  |
|                                          | Viliami Tungī Mailefihi | Siaosi Tukuʻaho                      |                                      |  |  |       |  |  |                               |  |  |                          |  |
|                                          | Viliami Tungī Mailefihi | Siaosi Tukuʻaho                      |                                      |  |  |       |  |  |                               |  |  |                          |  |
|                                          | Viliami Tungī Mailefihi | Mele Siuʻilikutapu                   |                                      |  |  |       |  |  |                               |  |  |                          |  |
| Fatafehi Tuʻipelehake                    | Viliami Tungī Mailefihi |                                      |                                      |  |  |       |  |  |                               |  |  |                          |  |
|                                          |                         | Salote Tupou III                     | George Tupou II                      |  |  |       |  |  |                               |  |  |                          |  |
|                                          |                         | Salote Tupou III                     | George Tupou II                      |  |  |       |  |  |                               |  |  |                          |  |
|                                          |                         | Salote Tupou III                     | Lavinia Veiongo                      |  |  |       |  |  |                               |  |  |                          |  |
| Sinaitakala ʻOfeina ʻe he Langi Tukuʻaho |                         | Salote Tupou III                     |                                      |  |  |       |  |  |                               |  |  |                          |  |
|                                          |                         | ʻInoke Matafonuafotu Veikune         | Siosateki Tonga Veikune              |  |  |       |  |  |                               |  |  |                          |  |
|                                          |                         | ʻInoke Matafonuafotu Veikune         | Siosateki Tonga Veikune              |  |  |       |  |  |                               |  |  |                          |  |
|                                          |                         | ʻInoke Matafonuafotu Veikune         | Ana Manakovikafoʻou Fusifusi Vahaiʻi |  |  |       |  |  |                               |  |  |                          |  |
| Melenaite Tupoumoheofo Veikune           |                         | ʻInoke Matafonuafotu Veikune         |                                      |  |  |       |  |  |                               |  |  |                          |  |
|                                          |                         | Lavinia Veiongo Fotofili             | Siosiua Fotofili                     |  |  |       |  |  |                               |  |  |                          |  |
|                                          |                         | Lavinia Veiongo Fotofili             | Siosiua Fotofili                     |  |  |       |  |  |                               |  |  |                          |  |
|                                          |                         | Lavinia Veiongo Fotofili             | Amelia Leafaʻitulangi Kalaniuvalu    |  |  |       |  |  |                               |  |  |                          |  |
|                                          |                         | Lavinia Veiongo Fotofili             |                                      |  |  |       |  |  |                               |  |  |                          |  |